# Glabridorsum acroclitae
Glabridorsum acroclitae là một loài tò vò trong họ Ichneumonidae.